# Vitacea
Vitacea is een geslacht van vlinders uit de familie wespvlinders (Sesiidae), onderfamilie Sesiinae.
Vitacea is voor het eerst wetenschappelijk beschreven door Engelhardt in 1946. De typesoort is Aegeria polistiformis.

## Soorten
Vitacea omvat de volgende soorten:
- Vitacea admiranda (Edwards, 1882)
- Vitacea cupressi (Edwards, 1881)
- Vitacea polistiformis (Harris, 1854)
- Vitacea scepsiformis (Edwards, 1881)